# Пигготт, Стюарт

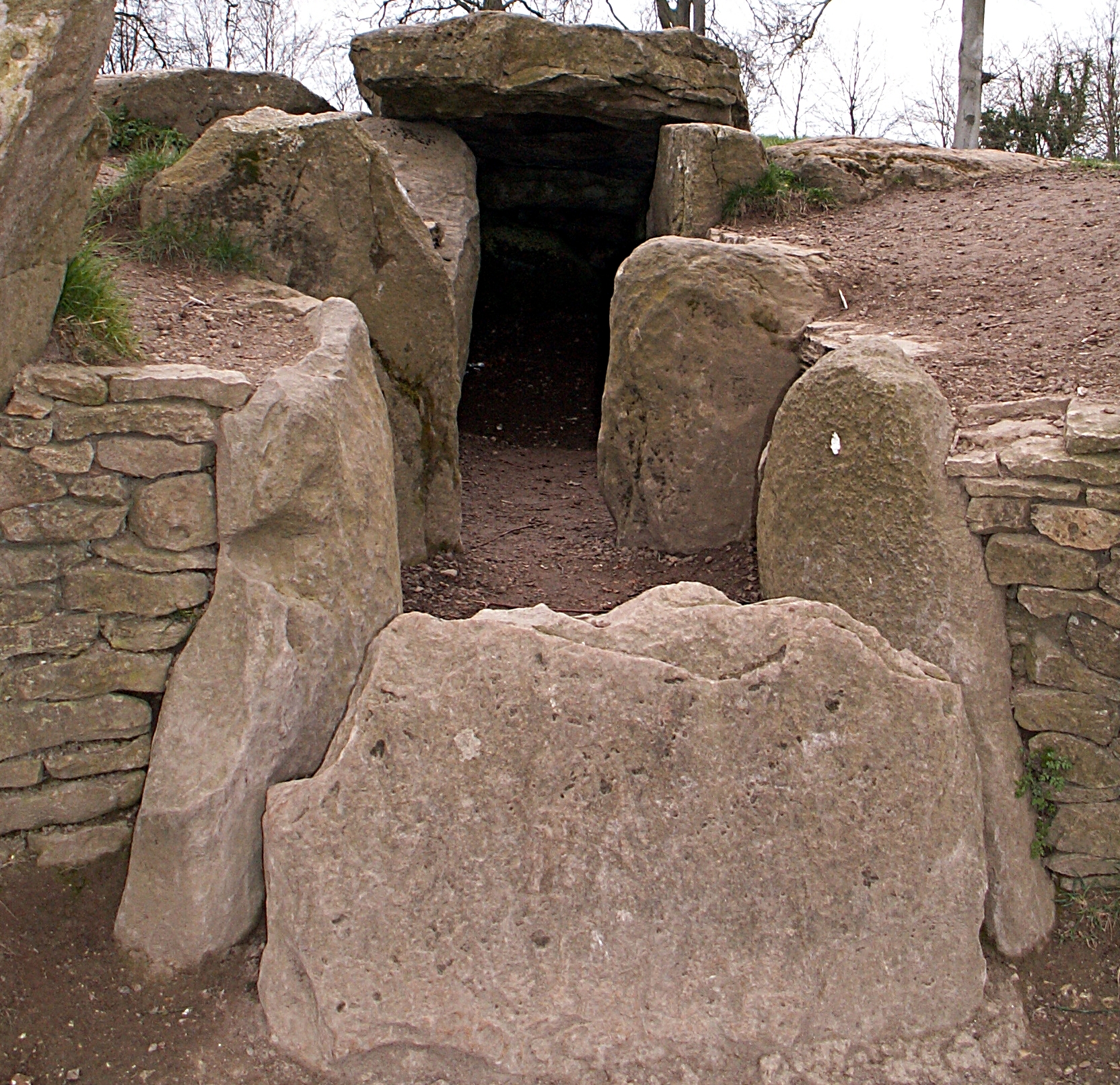
Уэйлендз-Смайти

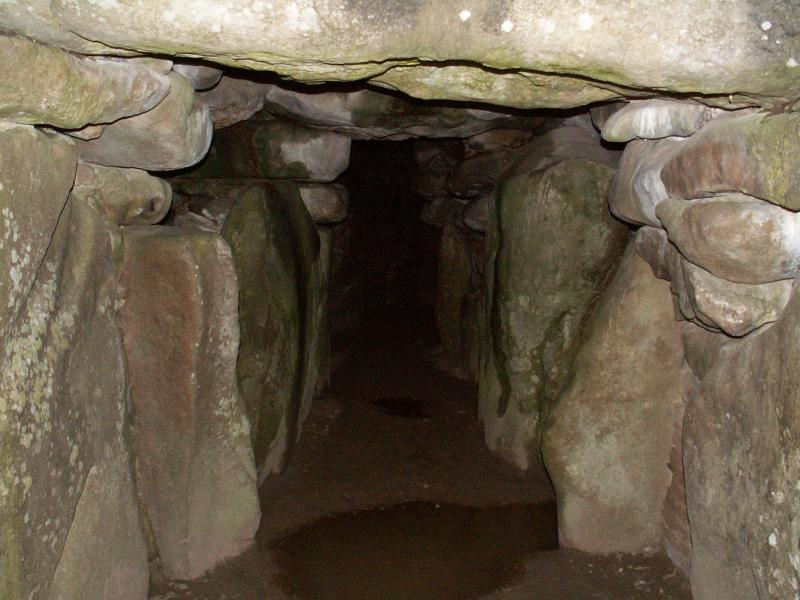
Уэст-Кеннетский длинный курган

Стюарт Эрнест Пи́гготт (англ. Stuart Ernest Piggott, 28 мая 1910, Питерсфилд, Гэмпшир — 23 сентября 1996) — британский археолог, получивший известность как исследователь доисторического Уэссекса.
После окончания Черчерс-колледжа с 1927 г. работал ассистентом в музее г. Рединг, где изучал керамику эпохи неолита. В 1928 г. принят в Королевскую комиссию по древним и историческим памятникам Уэльса и в течение следующих 5 лет провёл революционное исследование археологического памятника в Батсер-Хилле около Питерсфилда. Он также участвовал в раскопках доисторического рва в Трандле (Сассекс).
В 1930-х гг. Пигготт начал сотрудничать с Александром Киллером, археологом-любителем, который финансировал его работы из доходов от принадлежащего ему производства мармелада Dundee. Вдвоём они раскопали многочисленные памятники в Уэссексе, в том числе Эйвбери и Кеннет-Авеню. В 1933 г. Пигготт присоединился к своему другу Грэхэму Кларку в написании важного исследования «Возраст британских кремнёвых шахт» (‘The age of the British flint mines’), опубликованной в 1933 г. в журнале Antiquity. Споры, возникшие вокруг статьи, привели к основанию Доисторического общества. Всё ещё не имея к тому времени формальной квалификации по археологии, Пигготт поступил в Институт археологии Мортимера Уилера, где в 1936 г. получил диплом и где познакомился со своей женой Пегги (Маргарет Гвидо). В 1937 г. Пигготт опубликовал ещё одну важную работу «Ранний бронзовый век в Уэссексе» (The early Bronze Age in Wessex), и вместе со своей женой в июне 1939 г. присоединился к раскопкам погребальной камеры в Саттон-Ху по приглашению археолога Чарльза Филлипса.
В годы Второй мировой войны Пигготт работал интерпретатором аэрофотоснимков, и был направлен в Индию, где изучал местную археологию. По местным материалам Пигготт написал книги «Некоторые древние города Индии» (Some Ancient Cities of India, 1946) и «Доисторическая Индия» (Prehistoric India, 1950). Материал этих исследований оказался для него полезным при изучении памятников доисторической Европы после его возвращения в Великобританию.
После войны Пигготт короткое время работал в Оксфорде, где изучал наследие У. Стьюкли, однако уже в 1946 г. получил в Эдинбургском университете кафедру, финансируемую грантом лорда Дж. Аберкромби, сменив в этой должности Г. Чайлда. Пигготту удалось превратить кафедру археологии в Эдинбургском университете в один из признанных научных центров в мировой археологии. Он продолжил публикацию труда Neolithic Cultures of the British Isles (1954), который оказывал большое влияние на мировую археологию доисторической эпохи вплоть до того, когда широкое применение радиоуглеродного метода опровергло многие положения предложенной им доисторической хронологии. Пигготт выступил категорическим противником радиоуглеродного метода, утверждая, что все прочие факты, за исключением радиоуглеродной датировки, свидетельствовали в пользу его выводов. Этих же взглядов он придерживался в своём новом труде, Ancient Europe (1965), который в течение 20 лет считался важным обзорным трудом по доисторическому периоду. В 1956 г. Пигготт развелся с женой. Их брак был бездетным.
В 1958 г. Пигготт опубликовал обзорное исследование по доисторическому периоду Шотландии Scotland before History, а в 1959 г. — обзорный труд «Подход к археологии» (Approach to Archaeology).
В 1963 г. в сборнике в честь археолога Сирила Фокса Пигготт опубликовал подробный анализ британского варианта культуры колоколовидных кубков. Им также опубликованы следующие труды: The Druids (1968), Prehistoric Societies (в соавторстве с Грэхэмом Кларком), The Earliest Wheeled Transport (1983), Wagon, Chariot and Carriage (1992), Ancient Britain and the Antiquarian Imagination (1989).
Пигготт был президентом Доисторического общества в 1960—1963, Общества антикваров Шотландии в 1963—1967, Совета Британской археологии в 1967—1970, и членом Совета попечителей Британского музея в 1968—1974 гг.
Пигготт был награждён Орденом Британской Империи в 1972 г., а также многочисленными научными наградами британских и зарубежных научно-исследовательских заведений. Умер от сердечного приступа.
Важнейшие памятники, которые он раскапывал (нередко в сотрудничестве с Ричардом Аткинсоном):
- Кэрнпаппл-Хилл в Западном Лотиане
- Уэйлендз-Смайти в Оксфордшире
- Уэст-Кеннетский длинный курган и Стоунхендж в Уилтшире